# Force ouvrière
Die Confédération générale du travail – Force ouvrière (CGT-FO; sinngemäße deutsche Übersetzung des Namens: Allgemeiner Gewerkschaftsbund – Arbeitermacht), heute in aller Regel Force ouvrière (FO) genannt, ist einer der vier bedeutenden Gewerkschaftsbünde in Frankreich. Sie ist traditionell der gemäßigten, sozialdemokratischen Linken zuzuordnen.
Die Ursache für ihre Gründung war die Dominanz der Kommunistischen Partei Frankreichs im Allgemeinen Gewerkschaftsbund (CGT) nach dem Zweiten Weltkrieg. Die Gründung erfolgte 1948. Sie sieht ihr Ziel in der Verteidigung der Ideale der Republik: Freiheit, Gleichheit, Brüderlichkeit, Laizismus. Die Besonderheit der CGT-FO liegt in der parteipolitischen Unabhängigkeit.
Die CGT-FO ist Mitglied des  Internationalen Gewerkschaftsbundes (IGB) und des  Europäischen Gewerkschaftsbundes (EGB). In der Mitgliederliste des IGB wird die Mitgliedschaft mit 600.000 angegeben (Stand: November 2017).
Generalsekretär ist seit Juni 2022 Frédéric Souillot.